# Horst Szymaniak
Horst Szymaniak (ur. 29 sierpnia 1934 w Oer-Erkenschwick, zm. 9 października 2009 w Melle) – niemiecki piłkarz występujący na pozycji pomocnika.

## Kariera klubowa
Szymaniak zawodową karierę rozpoczynał w 1952 roku w klubie SpVgg Erkenschwick. W 1955 roku trafił do klubu Wuppertaler SV. W 1959 roku odszedł do Karlsruher SC. W 1960 roku dotarł z nim do finału Pucharu RFN. Karlsruher SC przegrał tam jednak 2:3 z Borussią Mönchengladbach. W 1961 roku przeszedł do włoskiej Catanii, grającej w Serie A. Spędził tam dwa lata.
W 1963 roku został graczem Interu Mediolan, również grającego w Serie A. W 1964 roku wywalczył z zespołem wicemistrzostwo Włoch. W 1964 roku został graczem beniaminka Serie A – AS Varese 1910. W 1965 roku powrócił do RFN, gdzie podpisał kontrakt z beniaminkiem Bundesligi – Tasmanią 1900 Berlin. W Bundeslidze zadebiutował 14 sierpnia 1965 w wygranym 2:0 meczu z Karlsruher SC. 18 grudnia 1965 w przegranym 1:2 spotkaniu z FC Schalke 04 strzelił pierwszego gola w trakcie gry w Bundeslidze. W 1966 roku spadł z klubem do 2. Bundesligi. Wówczas odszedł do szwajcarskiego FC Biel-Bienne. Potem był graczem amerykańskiego Chicago Spurs, gdzie w 1967 roku zakończył karierę.
Po zakończeniu kariery był trenerem klubów SV Steinheim oraz TBV Lemgo. W 2009 roku zmarł.

## Kariera reprezentacyjna
W reprezentacji RFN Szymaniak zadebiutował 21 listopada 1956 w przegranym 1:3 towarzyskim meczu ze Szwajcarią. W 1958 roku został powołany do kadry na mistrzostwa świata. Zagrał na nich we wszystkich sześciu spotkaniach swojej drużyny – z Argentyną (3:1), Czechosłowacją (2:2), Irlandią Północną (2:2), Jugosławią (1:0), Szwecją (1:3) oraz Francją (3:6). Ostatecznie na tamtym turnieju zajął z kadrą 4. miejsce. W 1962 roku ponownie był uczestnikiem mistrzostw świata. Tym razem również wystąpił we wszystkich pojedynkach swojej drużyny – z Włochami (0:0), Szwajcarią (2:1), Chile (2:0) oraz Jugosławią (0:1), a Niemcy zakończyli tamten turniej na ćwierćfinale. W meczu z Chile strzelił także pierwszego gola w drużynie narodowej. Po raz ostatni w kadrze zagrał 1 czerwca 1966 w wygranym 1:0 towarzyskim meczu z Rumunią. W latach 1956–1966 w drużynie narodowej rozegrał w sumie 43 spotkania i zdobył 2 bramki.